# هدونگ، شهرستان لیانشان
هدونگ، شهرستان لیانشان (به لاتین: Hedong) یک شهرک در جمهوری خلق چین است که در شهرستان خودمختار لیانشان ژوانگ و یائو واقع شده‌است. هدونگ ۴۸۸ متر بالاتر از سطح دریا واقع شده‌است.